# ダッジ・ダート
ダッジ・ダート（Dodge Dart）は、アメリカのクライスラーがダッジブランドで1960年から1976年まで生産された大型乗用車ならびに、2012年-2016年まで生産された小型セダン。
4代目までの兄弟車はプリムス・ヴァリアントで、5代目はアルファロメオ・ジュリエッタと血縁関係にある。

## 概要
初代は1960年に発売したショートホイールベースのフルサイズカーであったが、代を追うごとに小さくなり、最終的にはコンパクトクラスのダッジ車として1976年まで販売され、「頑丈で信頼性の高い車」という地位を確立しつつも、アスペン（同グループの車種だが、クライスラー・アスペンとは無関係）にバトンタッチしてモデル廃止となった。
それから36年の時を経て再登場した5代目は「コンパクトクラス」という立ち位置こそ変わりはないが、プリマス車とプラットフォームを共有していた4代目までと決定的に異なるのは、それがイタリア車をベースにしていることである。

## 歴史

### 初代（1960-1961年）

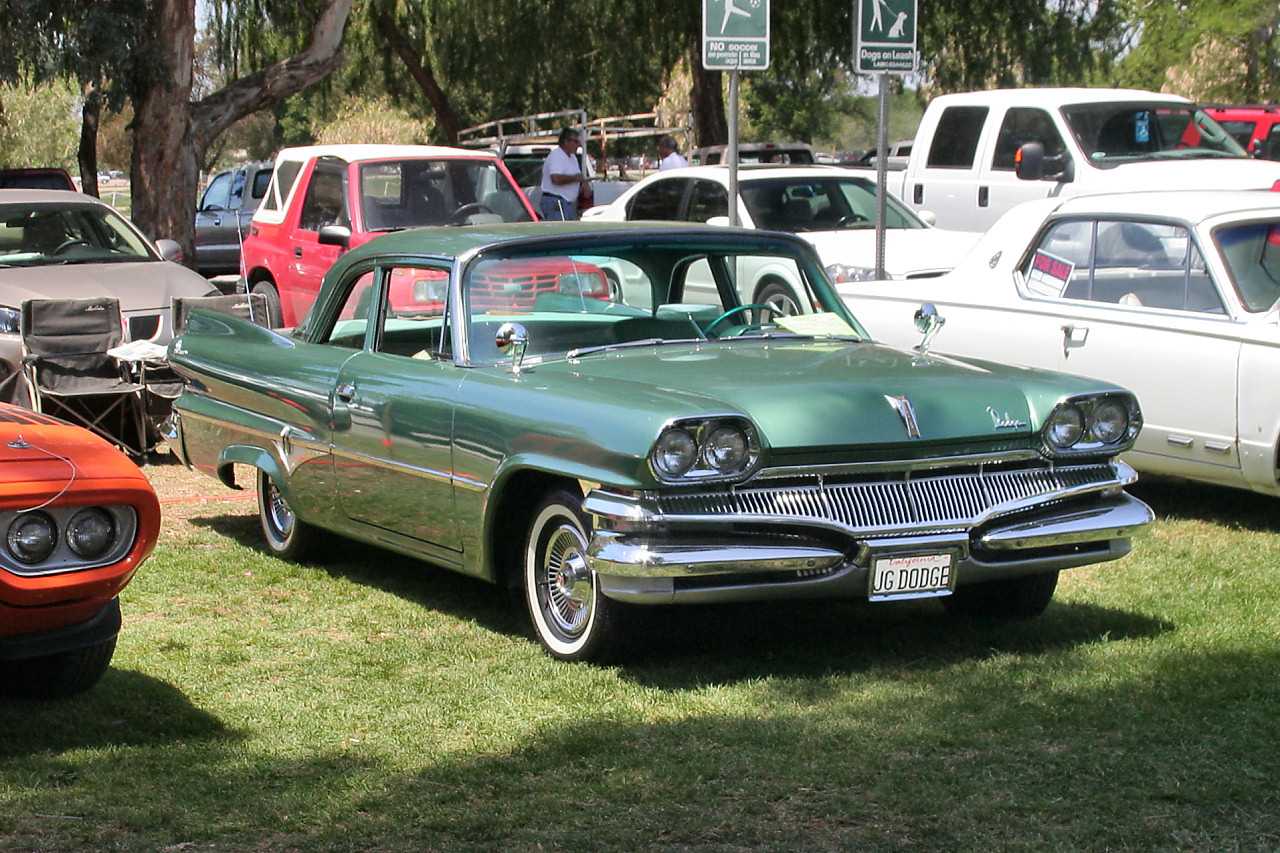
初代（'60モデル）

ランサー（Lancer）の後継として登場。エンジンは3.7 L・直6の「スラント6」ならびに5.2 Lもしくは5.9 LのV8エンジンが用意され、ボディバリエーションは4ドアセダン、ステーションワゴン、2ドアセダン、2ドアハードトップと実に幅広い設定であった。
1961年に改良され、エクステリアはヴァージル・エクスナー（en:Virgill Exner）がデザインしたが、凹凸が特徴のフロントグリルや視認性に劣るリヤコンビネーションランプをはじめとして、非常に不評であり、結果として、1960年モデルと比べて大幅に販売台数を落とすことになってしまった。

### 2代目（1962年）

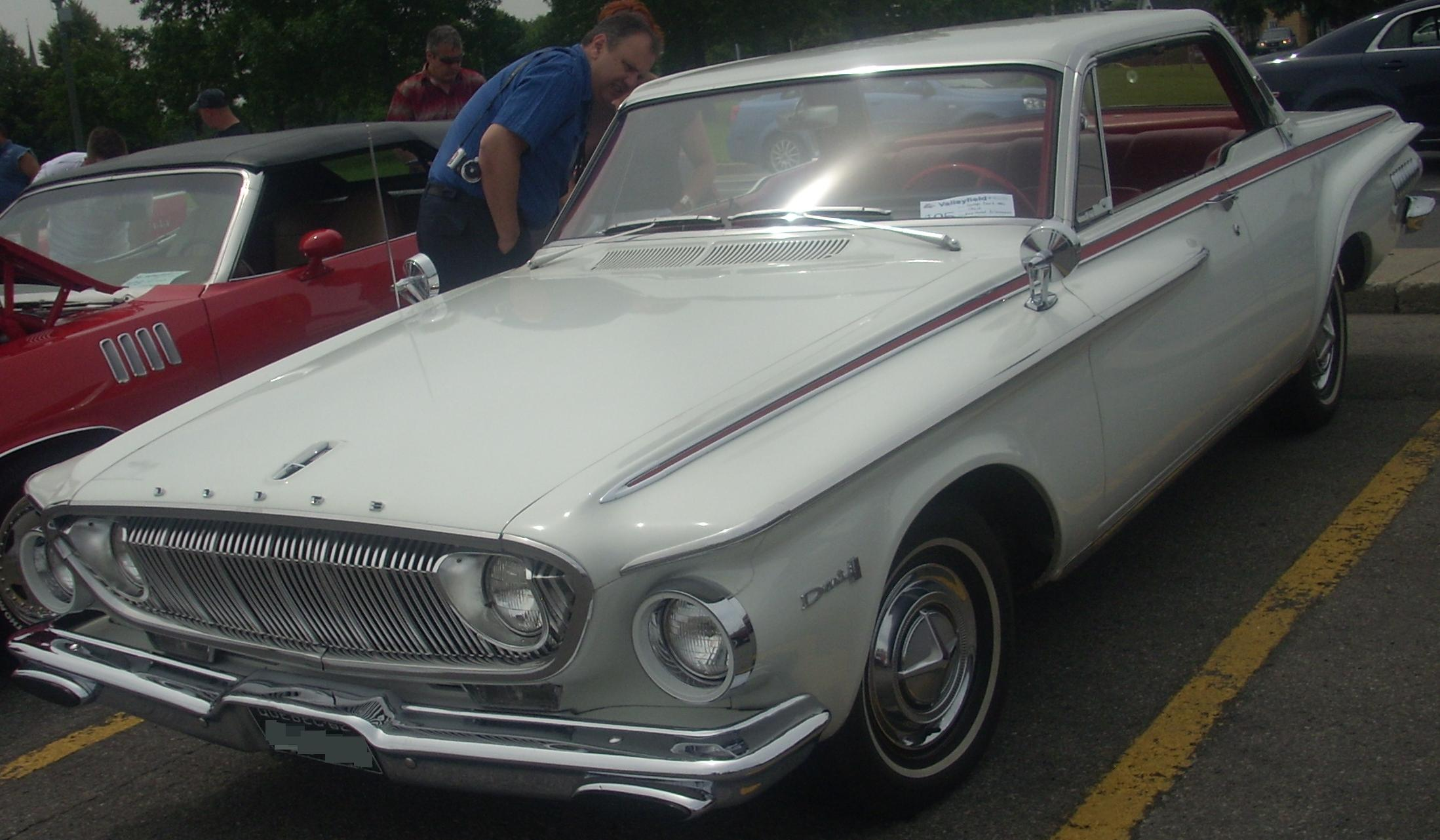
2代目

初代と比べてコンパクト化するとともに、バリエーションも増大され、初代の4ボディに2ドアコンバーチブルと4ドアハードトップが加わった。また、エンジンには6.8LのV8も加えられたが、ヒットせずにわずか1年で消えた。

### 3代目（1963-1966年）

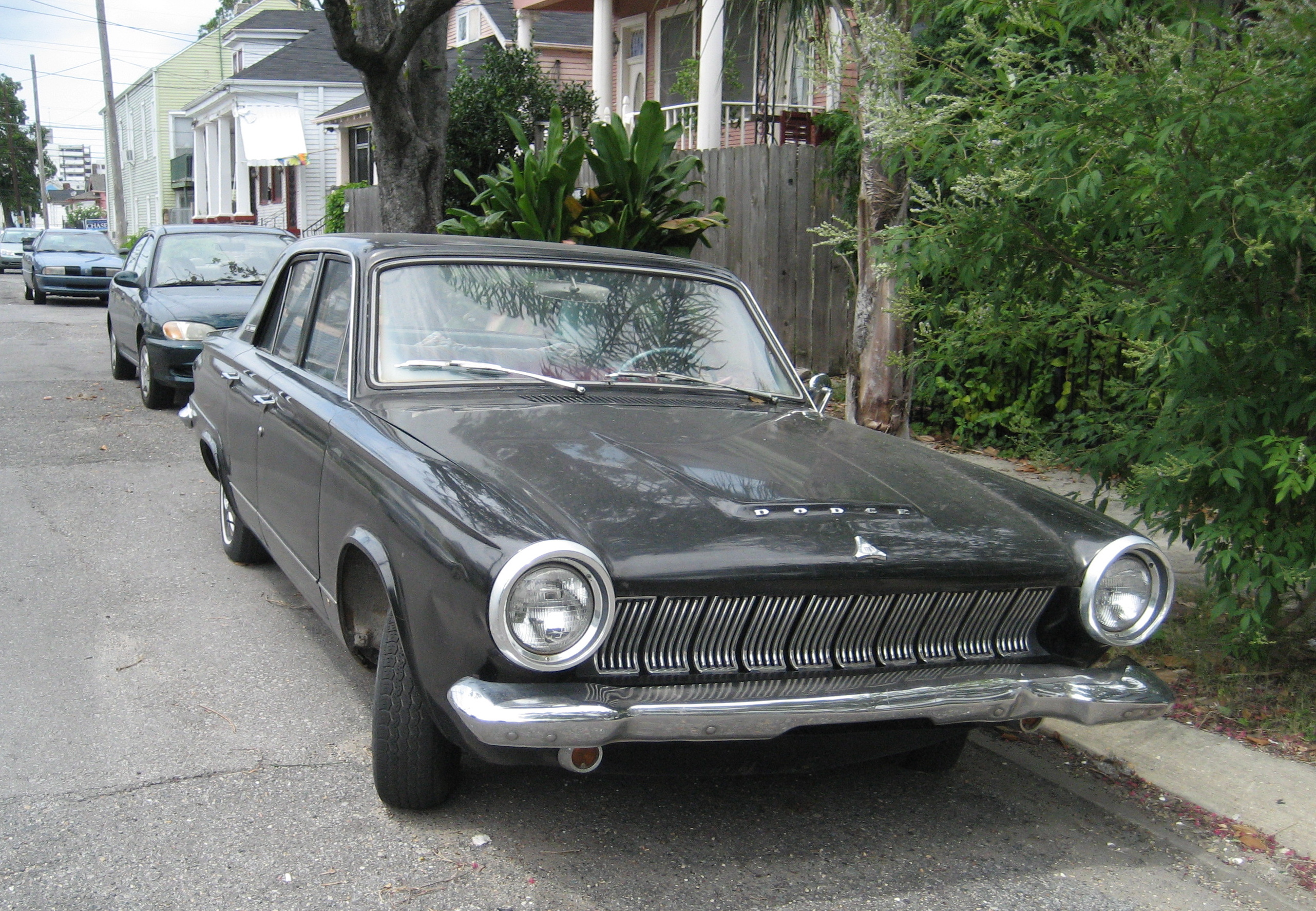
3代目

ダートに切り替わった後に廃止されるはずだったランサーはその後1963年まで生産されていたが、廃止後にそのポジションを埋めるべくサイズダウンして、あらためてランサーの後継車種的な位置づけとして登場したのが3代目であった。ボディタイプは2代目から4ドアハードトップが消滅して計5種となった。エンジンは2.8Lと3.7Lの「スラント6」と4.5LのV8の計3種で、こちらもダウンサイジングされていた。

### 4代目（1967-1976年）

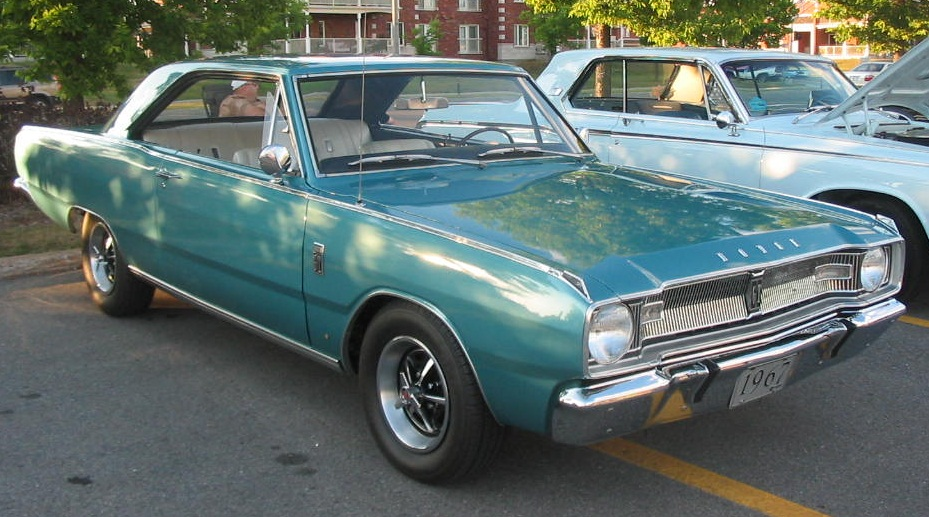
4代目

フルモデルチェンジ。3代目のバリエーションからステーションワゴンが消え、代わりに2ドアクーペが投入された。クライスラーのコンパクトクラスでは初となる湾曲したリヤウインドウや抑揚を効かせたエクステリアデザインなどに特徴を持たせると同時に、更なるサイズダウンを敢行。以降、廃止される1976年まで細かな改良を加えられながら生産された。
エンジンはモデルライフを通じて2.8L～3.7L・6気筒の3種の「スラント6」と4.5L～5.9L・V8の4種の「LAエンジン」、7.2L・V8「RBエンジン」、そして7.0Lの「HEMI」が用意された。

### 5代目（2012年- 2016年）

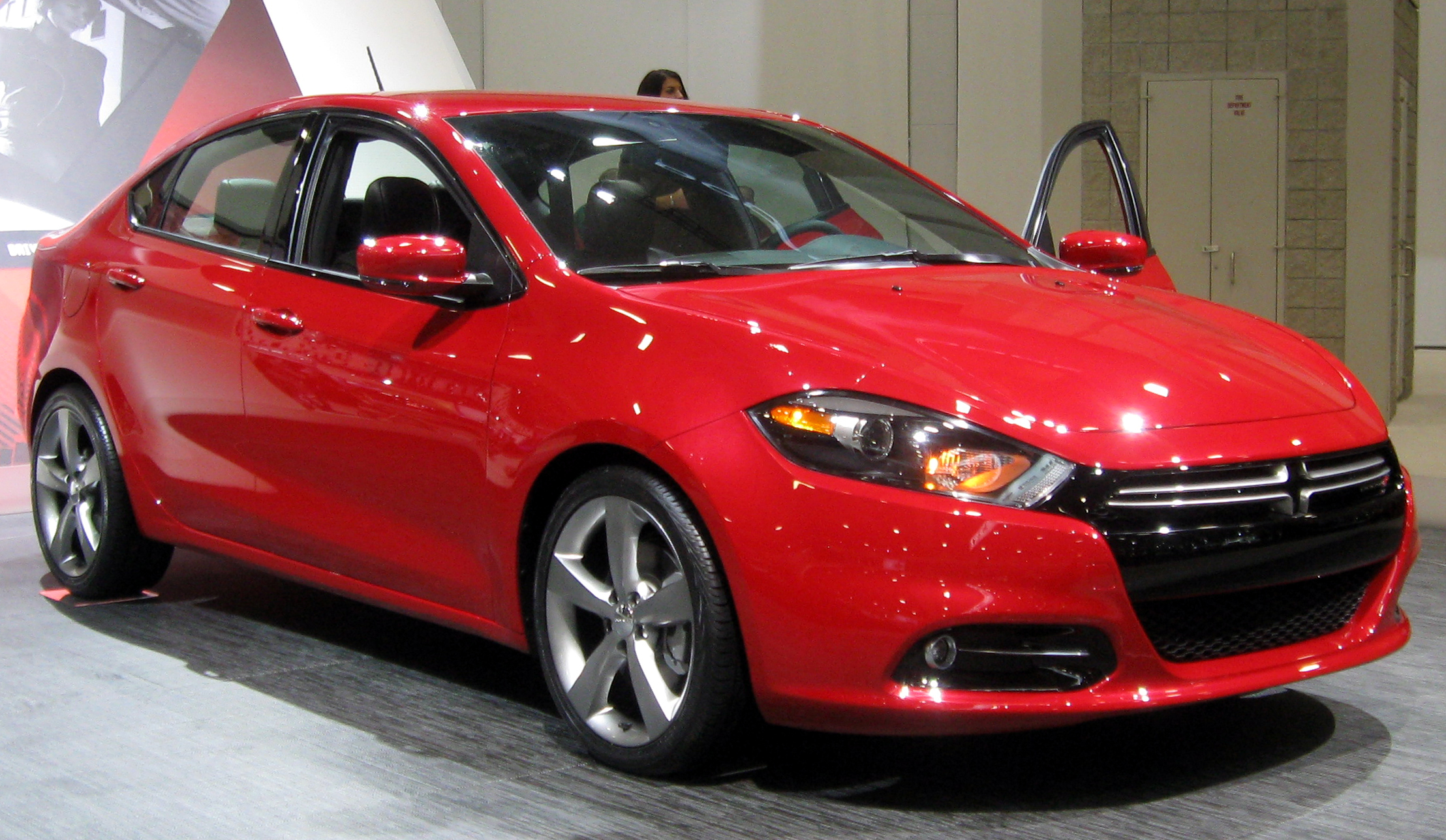
5代目 フロント（R/T）

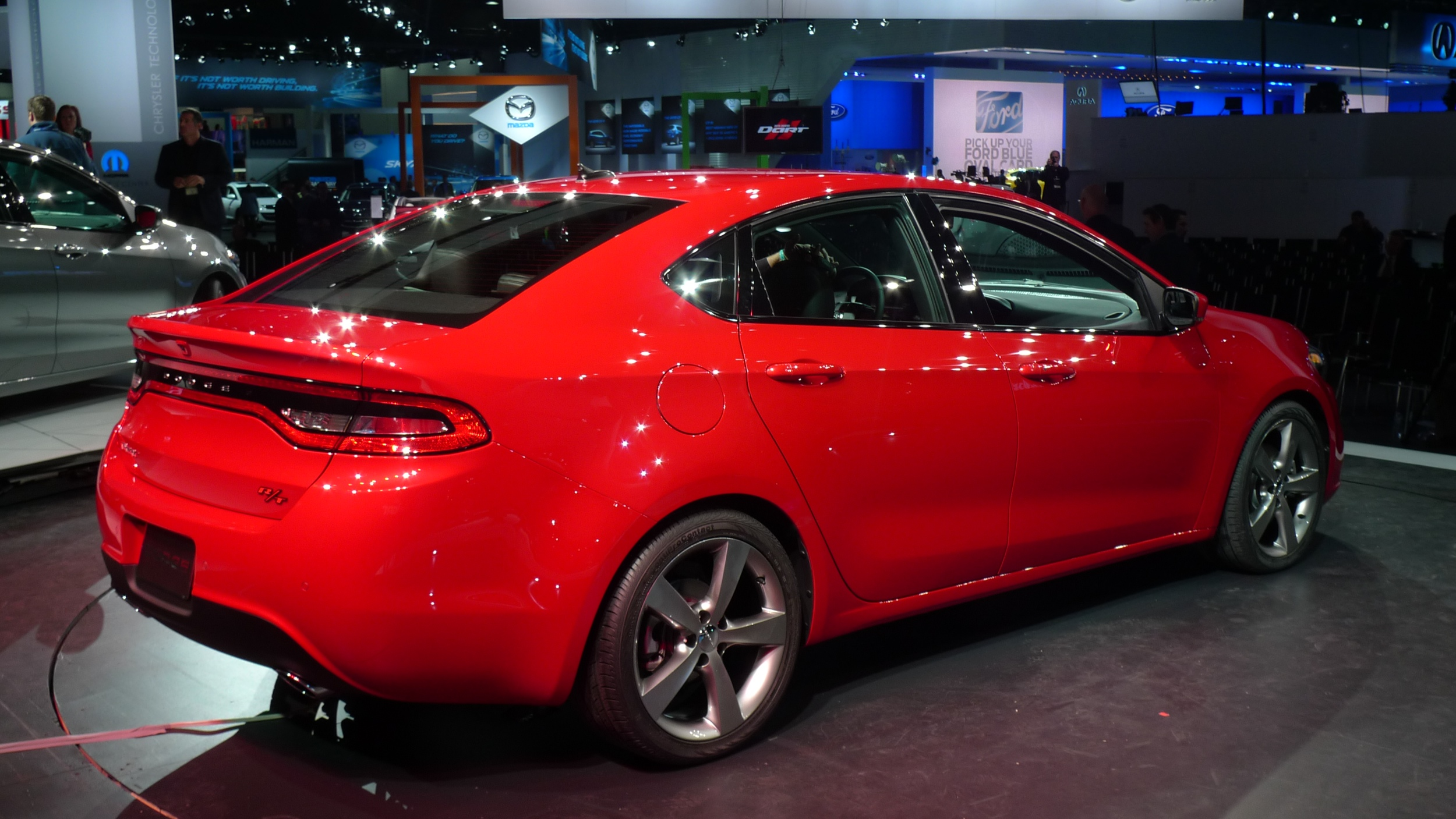
5代目 リヤ（R/T）

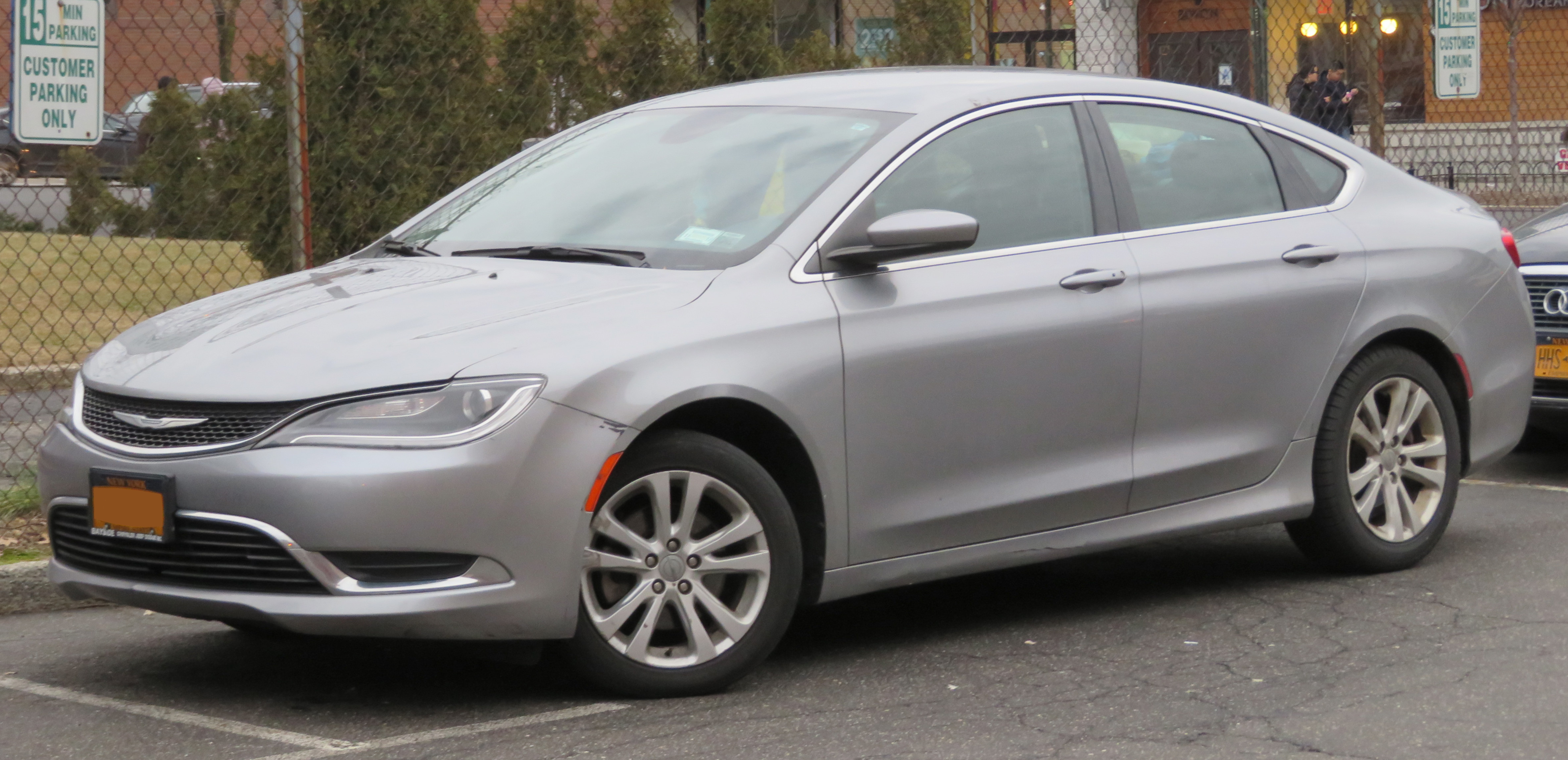
兄弟車のクライスラー・200

2012年5月7日、4代目廃止から30余年の時を経て、キャリバー後継の小型車の名称として復活（同時に、ダッジのこのクラスのセダンはネオン以来となる）。現在のクライスラーの親会社であるイタリアのフィアットが擁するブランド「アルファロメオ」の小型ハッチバック「ジュリエッタ」をベースに、体格の良いアメリカ人4人が快適に乗車出来るように幅を広げ、なおかつ3ボックスセダンスタイルとした。エンジンはジュリエッタと共通の1.4Lターボ「マルチエア」をはじめ、新開発の2.0L「タイガーシャーク」、2.4L「マルチエア」の計3種のフィアット製直列4気筒エンジンを用意。いずれにも6速MTが標準設定となるが、1.4Lには6速DDC（デュアル・ドライ・クラッチ）、2.0Lと2.4Lには6速ATがオプションで選択可能である。生産はイリノイ州にあるクライスラーのベルヴェディア工場。なお、この基本コンポーネンツは2012年に登場した兄弟車のフィアット・ビアッジオや2013年に登場したジープ・チェロキー（KL）、2014年登場のクライスラー・200（UF）にも活かされることとなる。
2016年、クライスラー社は販売不振を理由に、ダートの生産を2016年9月末で打ち切ることを発表した。今後はジープブランドに注力することとなる。